# IC 2774
IC 2774 је појединачна звијезда у сазвјежђу Лав која се налази на листи објеката дубоког неба у Индекс каталогу.
Деклинација објекта је + 12° 30' 54" а ректасцензија 11h 22m 37,2s.